# Apliki
Apliki (griechisch Απλίκι) ist eine Kupferbergbauregion auf der Mittelmeerinsel Zypern, die seit dem späten 14. Jahrhundert v. Chr. genutzt wurde. Der Abbau fand vor allem im 13. Jahrhundert statt.

## Apliki Karamallos
Funde von Schlacke und Blasebalgdüsen aus Ton in Apliki Karamallos (Spät-Zypriotisch IIC – IIIA) beweisen die Verhüttung vor Ort, es wurden allerdings keine Öfen gefunden. Die auf Fels-Terrassen erbaute Siedlung von Apliki Karamallos ist leider nur aus Notgrabungen in den Jahren 1938–1939 bekannt und inzwischen durch den Bergbau zerstört. Es wurden vier Häuser ausgegraben. Das weitläufige Haus A besaß große Speicher und lieferte relativ reiche Funde, darunter einen Elfenbeinzylinder, ein Rollsiegel aus Steatit und einen Goldohrring. Keswami will das Haus einem Aufseher zuweisen.

## Kupferexporte
Mit der Analyse von Blei-Isotopen konnten eine Reihe von Ochsenhautbarren dem Kupfervorkommen von Apliki zugewiesen werden, darunter Funde aus:
- Hagia Triadha, Kreta
- Kyme, Ostküste von Euböa, Griechenland
- Qantir, Ägypten[2]
- Mochlos, Ostkreta, aus der Zeitstufe Spät-Minoisch IIB